# Giulio Serravalli
Giulio Serravalli (Firenze, ... – ...; fl. XX secolo) è stato un calciatore italiano, di ruolo portiere.

## Carriera
Proveniente dalla Palestra Ginnastica Fiorentina Libertas, Serravalli passò alla Fiorentina nella stagione 1926-1927, la prima stagione della squadra gigliata, alla fusione con il Club Sportivo Firenze. Alternandosi a Vittorio Sbrana, disputò in stagione 8 presenze, esordendo nella prima partita del campionato di Prima Divisione contro il Pisa, vincendo 3-1. Venne ceduto dopo una sola stagione.